# Павловка (Куюргазинський район)
Па́вловка (рос. Павловка, башк. Павловка) — присілок у складі Куюргазинського району Башкортостану, Росія. Входить до складу Крівле-Ілюшкинської сільської ради.
Населення — 235 осіб (2010; 233 в 2002).
Національний склад:
- чуваші — 89%